# Martin Nürenbach
Martin Nürenbach, i Norge även kallad Nurembach, död 1780 i Tavastaland i Finland, var en tysk-svensk akrobat, dansare, skådespelare och teaterdirektör, verksam i Sverige, Norge och Finland.  
Nürenbach var styvson till Carl Gottfried Seuerling och Margareta Seuerling. 1767 finns han på ett passbevis för Stenborgs Sällskap till Uppsala. Efter detta var han "stadsdansmästare" i Göteborg innan han i juli 1770 var danslärare och uppträdde som akrobat med den "välberömda" Madame Stuart i Oslo. I slutet av året var han medlem i en norsk teatertrupp, som ansågs dålig, men 1771-1772 bedrev han Norges första teater i Oslo.   
Under september-oktober 1773 utförde han "ekvilibirer, konster och positurer så uti hela som halfva kroppsvändningar", luftsprång, dans på lina, att klättra upp på en stege som "stå perpendikulärt utaf sig sjelf" och krypa baklänges med huvudet genom spolarna. Han blev så populär att han inte kunde uppträda på grund av platsbrist och en ny läktare fick byggas. Affischer trycktes upp om honom, i annonserna kallades han "vår maitre".
Onsdagen 9 september 1773 uppträdde den "nyligen till staden ankomne" "ekvilibristen Nürenbach" som efterpjäs till Jeppe på berget i Humlegårdsteatern; resten av säsongen förekom "ekvilibristiska konster" efter nästan varje pjäs, fre 8 oktober fick han en recett "som sjelf i komedien spelar Arlequins-rollen med flere nöjsamma fölrändringar" i Samtal i de dödas rike och en till recett i Den döende fadren tis 19 okt.
Efter säsongen följde Nürenbach "med hustru" med Stenborgs sällskap till Finland. Han köpte sedan Petter Stenborgs teatertillstånd för Finland tillsammans med aktören Beckman. 1781 ansökte Beckman om cession för att Nürenbach övergivit honom och tagit alla hans skådespelare ifrån honom; Nürenbach var dock då "ej mer existerade i riket". Han ska enligt Gjörwel ha dött i Tavastland i slutet av 1780.